# Kristóf Rasovszky
Kristóf Rasovszky (* 27. März 1997 in Veszprém) ist ein ungarischer Schwimmer und zweifacher Weltmeister im Freiwasserschwimmen (2019, 2024). Er gewann die Silbermedaille im 10-Kilometer-Freiwasserschwimmen bei den Olympischen Sommerspielen 2020.

## Karriere
Rasovszky wurde 2016 Juniorenweltmeister im Freiwasserschwimmen über 10 km. Bei den Olympischen Sommerspielen 2016 nahm er über 1500 m Freistil an den Vorläufen teil (Platz 35). Nach Teilnahmen ohne Medaillen an den Schwimmweltmeisterschaften 2016 und 2017 gewann er zwei Goldmedaillen bei den Europameisterschaften 2018 (Freiwasserschwimmen über 5 km und 25 km). Ende 2018 wurde er für diese Erfolge als Freiwasserschwimmer des Jahres ausgezeichnet. Erstmals Weltmeister wurde er 2019 in Gwangju, dies gelang ihm im Freiwasserschwimmen über 5 km mit über 10 s Vorsprung vor dem Silbermedaillengewinner Logan Fontaine.
Bei seinen zweiten Olympischen Spielen, 2021 in Tokio, trat Rasovszky im 10-Kilometer-Freiwasserschwimmen an. Auf der Hälfte der Strecke hatte er 4,2 s Rückstand auf den führenden Florian Wellbrock. Am Ende gewann er mit 25 s Rückstand auf Wellbrock die Silbermedaille vor Gregorio Paltrinieri, der 2 s später das Ziel erreichte.